# Zonclada
La zonclada (conosciuta anche come balduzzo) è una torta di origine medievale tipica di Treviso e molto rinomata, tanto da venir offerta in dono agli ambasciatori di Cangrande I della Scala:
(Angelo Marchesan Treviso medievale. Istituzioni, usi, costumi, aneddoti, curiosità)

## Storia
Conosciuta anche a Belluno verso la metà del XVI secolo e a Padova verso la fine del XIX secolo è via via scomparsa, soppiantata da altre preparazioni più moderne. Il ripieno è tuttavia rimasto come preparazione a sé, senza esser necessariamente inserito in una crosta di pasta. Se ne fa menzione anche negli Statuta del Comune di Treviso, del 1313, dove c'è una prescrizione su come deve essere preparata e sul peso che deve avere, con una pena pecuniaria non dovesse rispettare le disposizioni:
(Statuta del Comune di Treviso)

## Etimologia
La parola è affine al latino iuncus, giunco (in particolare si tratta del giunco tenace, Juncus inflexus), e ionchata è un formaggio fresco la cui cagliata veniva adagiata a spurgare in stuoie fatte appunto di giunchi (che crescono abbondanti sulle rive del fiume Sile).
In più anche la consistenza ricorda quella del formaggio Giuncata, oltre al colore giallo pallido.

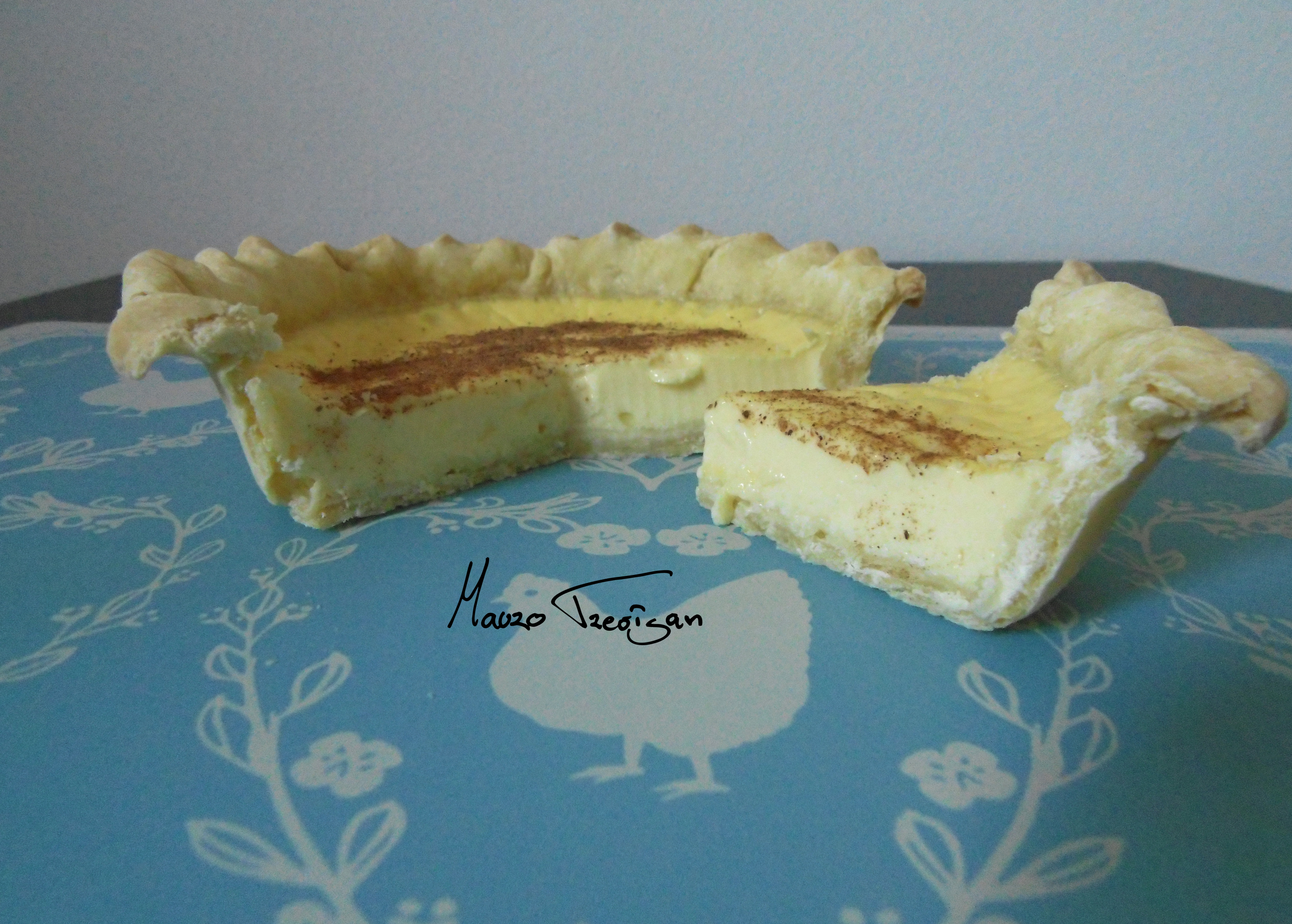
Zonclada con bordo a corda

## La storia
Secondo una ricostruzione basata sui ricettari dell'epoca si sono trovate varie ricette, a partire dalla più antica del I secolo d.C., tutte accomunate dagli stessi ingredienti di base. Le variabili potevano essere il latticino (latte o cagliata, vaccino, pecorino, o caprino), il dolcificante (miele o, più tardi, zucchero bianco di canna), e le uova di gallina (solo tuorlo, turlo e albume, oppure tuorlo con parte degli albumi).

### Le spezie
La torta descritta dagli Statuta aveva molto probabilmente lo zafferano nel ripieno, mentre ricette successive potevano includevano cannella, idrolato di rosa, noce moscata, uva passa di Corinto, pinoli, scorza di limone, idrolato di fiori di arancio, alcolici dolci, e altre spezie (come ad esempio macis, pepe nero, zenzero, chiodi di garofano, cumino).

### La pre–cottura

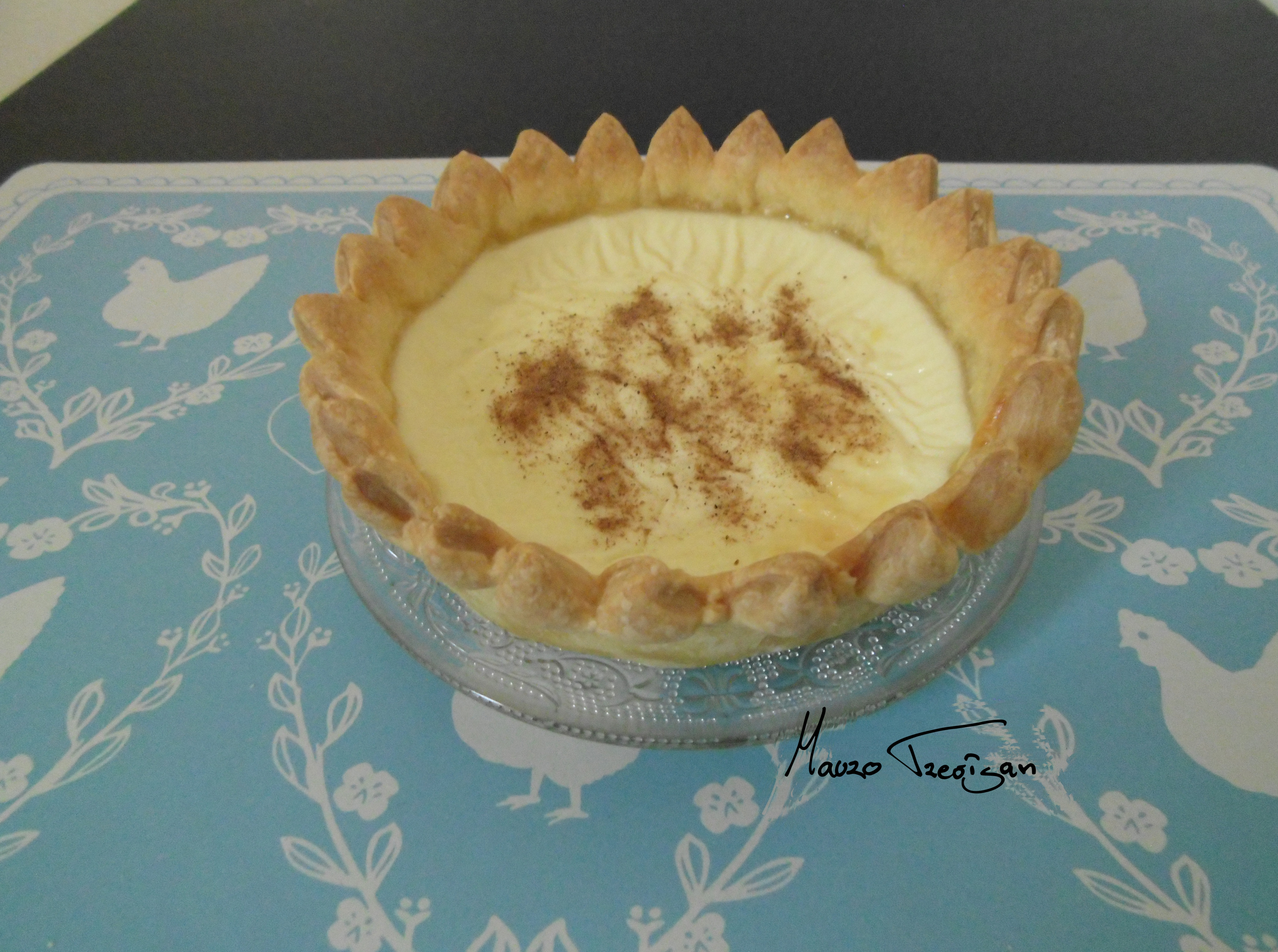
Zonclada con bordo a merlatura triangolare

Dalla metà del XVI secolo si è cominciato a fare una pre-cottura del ripieno, mentre prima veniva direttamente cotto all'interno di una base di pasta precedentemente cotta alla cieca.

### La guarnizione
A partire dal 1430 si è cominciato a guarnire la torta con zucchero e idrolato di rosa. Successivamente è stato aggiunto anche del burro e fatto sciogliere insieme con lo zucchero.

## Gli ingredienti e l'aspetto

### La crosta
La crosta è simile a quella della Tardiola del 1549 di Messisbugo, una pasta matta composta dai seguenti ingredienti: farina bianca, tuorlo, burro, sale, acqua.

### L'orlo
La torta poteva avere un orlo dritto oppure decorato, e in questo caso poteva essere di due tipi:
- a corda: si ottiene piegando la sporgenza della pasta verso il basso e pizzicandola leggermente per far alzare il bordo; quindi si preme il lato del pollice obliquamente a 45° rispetto al bordo e si pizzica l’impasto tra il pollice e la nocca distale dell’indice, spingendo avanti con il pollice e indietro con l’indice; si prosegue riposizionando il pollice nell’impronta lasciata dall’indice, o viceversa se si procede nell’altro senso.

- a merlatura triangolare: con un coltello molto affilato, o una cesoia da cucina, praticare dei tagli diagonali in modo da formare dei triangoli equilateri.

### Il ripieno
Il ripieno base della torta del 1313 era composto dai seguenti ingredienti: latte intero fresco, tuorlo, albume, zucchero bianco semolato di canna, sale. Antecedentemente a quest'anno, il dolcificante poteva essere miele di acacia, castagno, tiglio, o melata.